# 하천작용

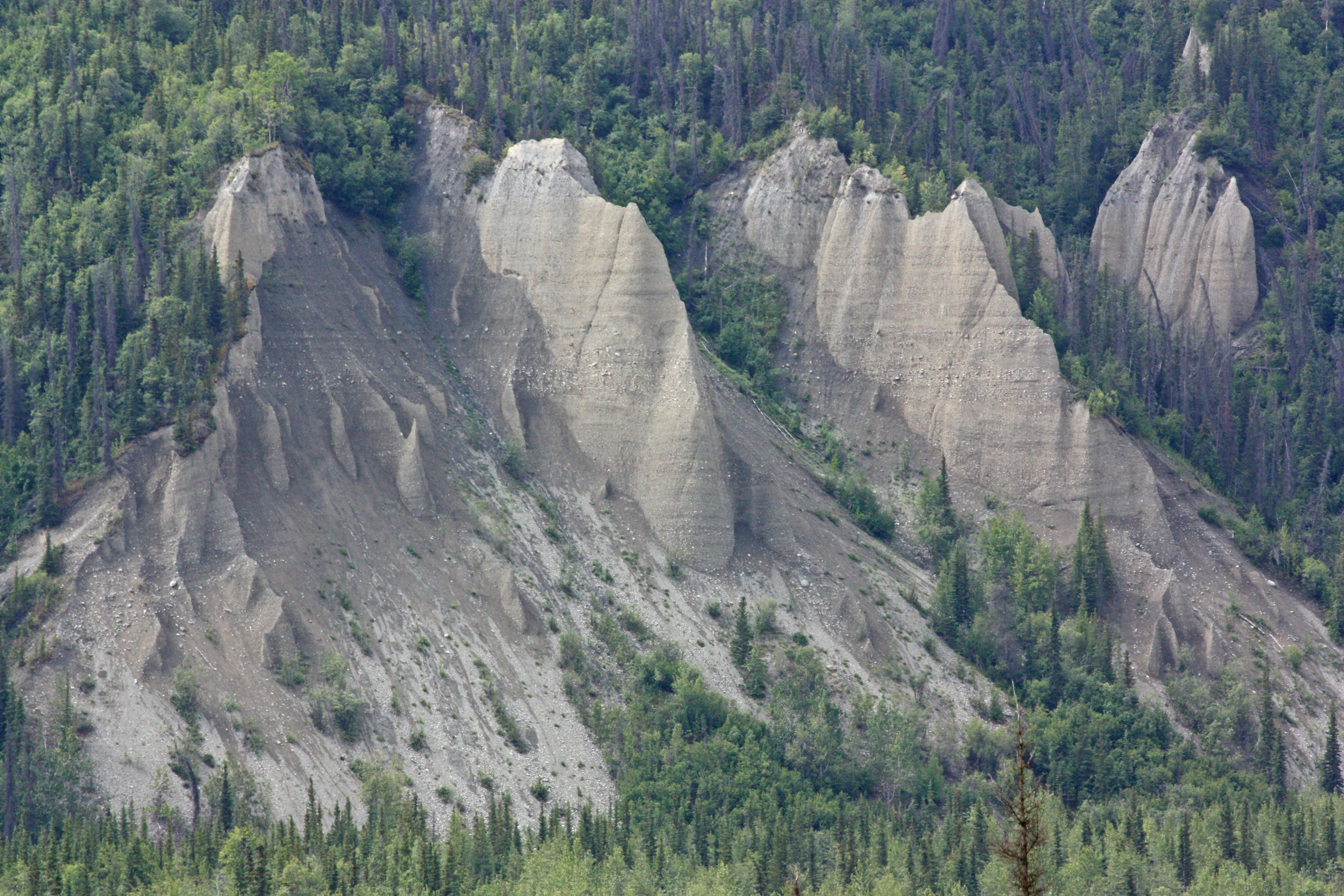
알래스카주 마타누스카강을 따라 깊고 침식되고 있는 빙하 퇴적물의 모습

하천작용(河川作用) 또는 하식(河蝕)은 지리학과 지질학에서 강과 하천, 그리고 퇴적물에 의해 생성된 퇴적물과 지형과 연관되어 있다. 이는 연흔과 사구의 형성, 프랙탈 모양의 침식 패턴, 자연 하천 시스템의 복잡한 패턴, 범람원의 발달 및 돌발홍수의 발생을 초래할 수 있다. 물에 의해 이동된 퇴적물은 공기에 의해 이동된 퇴적물보다 클 수 있다. 왜냐하면 물은 밀도와 점도가 더 높기 때문이다. 일반적인 강에서 운반되는 가장 큰 퇴적물은 모래와 자갈 크기이지만, 더 큰 홍수로 인해 자갈이나 바위까지 운반될 수 있다. 하천이나 강이 빙하, 빙상 또는 만년설과 연관되어 있는 경우, 빙하 주변 흐름 및 빙하호 붕괴 홍수에서와 같이 빙하류라는 용어가 사용된다. 하천작용에는 퇴적물의 움직임과 강바닥의 침식 또는 퇴적이 포함된다.

## 같이 보기
- 수역